# سرگئی لینگ
سرگئی لینگ (بلاروسی: Сяргей Лінг؛ زادهٔ ۷ مهٔ ۱۹۳۷) یک سیاست‌مدار اهل بلاروس است.